# Ан-14

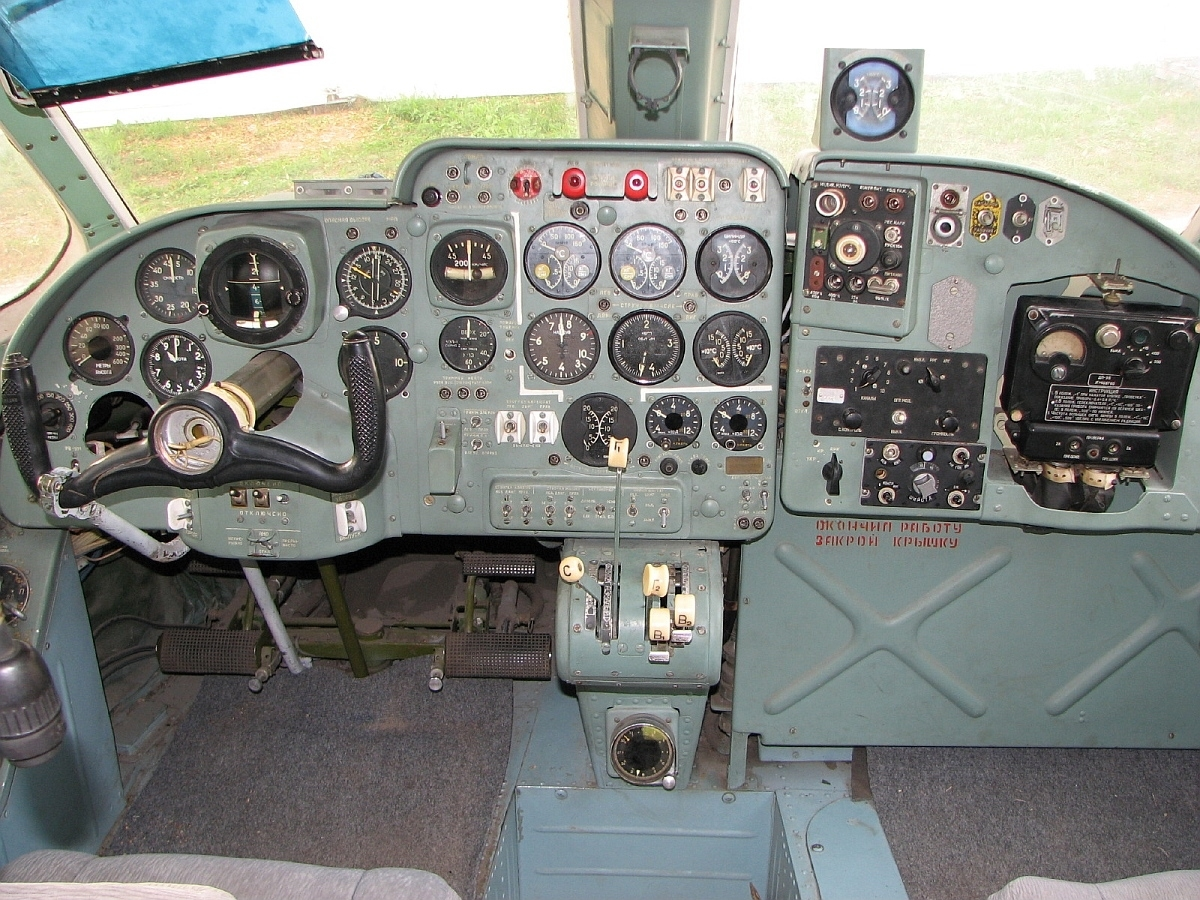
Приборная панель.

Ан-14 «Пчёлка» (по кодификации НАТО: Clod — «глыба») — советский лёгкий транспортный самолёт, предназначавшийся для замены Ан-2.

## История
Первый полёт опытного экземпляра самолёта был совершён 14 марта 1958 года советским лётчиком-испытателем В. Н. Изгеймом. Самолёт имел возможность укороченного взлёта и посадки и был рассчитан на эксплуатацию с неподготовленных грунтовых площадок.
Ан-14 оборудован двумя поршневыми радиальными двигателями Ивченко АИ-14РФ. Ан-14 был очень стабилен в полёте и доступен лётчикам средней и низкой квалификации после нескольких часов обучения. Эксплуатировался, в основном, ВВС СССР в качестве связного самолёта.
Серийное производство началось в 1965 году, закончилось в 1972 году — Ан-14 не смог заменить Ан-2, было построено всего 340 самолётов. На базе Ан-14 разработан Ан-28, модификация которого до сих пор (2013 год) выпускается в Польше заводом ПЗЛ-Мелец, а в России на его базе разработан Ан-38. Последний восстановленный из музейного экспоната лётный экземпляр Ан-14 взлетел 9 декабря 1999 года с испытательного аэродрома Арсеньевского авиазавода «Прогресс»; в процессе полёта, выполняя уход на запасной аэродром в сложных метеоусловиях (снежный заряд), машина задела крылом деревья на склоне сопки и разбилась. На борту самолёта находилась элита приморской профессиональной авиации.
В 2023 году специалистами СибНИИ им. Чаплыгина был восстановлен один самолёт до состояния летной годности.

## Аэродинамическая схема
Цельнометаллический поршневой двухмоторный подкосный высокоплан с двухкилевым оперением, хвостовой грузо-пассажирской дверью и неубирающимся шасси.

## Конструкция
- Фюзеляж — полумонокок. В хвостовой части фюзеляжа расположен люк, через который производится загрузка грузов и вход в кабину. Люк представляет собой двухстворчатую дверь, открываемую наружу и размещенную в месте перехода кабинного отсека фюзеляжа в хвостовую балку. В пассажирском варианте самолёта в кабине размещено шесть кресел (по два в каждом ряду) и одно пассажирское место находится рядом с летчиком, справа от него[5].
- Крыло — прямое, трапециевидное в плане, кессонного типа с двумя лонжеронами. Крыло размещено в верхней части фюзеляжа и укреплено к нижнему крылышку подкосами, которые одновременно служат основными стойками шасси. Механизация крыла состоит из предкрылков, двухщелевых закрылков и зависающих элеронов. По концам нижнего крылышка, к которому крепятся основные стойки, спереди размещены фары, которые вписаны в переднюю кромку[5].
- Хвостовое оперение — стабилизатор и кили по силовой схеме конструктивно выполнены аналогично крылу. Кили расположены перпендикулярно плоскостям стабилизатора и под углом −2 градуса к направлению полета. Руль направления и обе половины руля высоты имеют осевую аэродинамическую компенсацию. На одном из рулей направления и на одной половине руля высоты размещены триммеры[5].
- Шасси — неубирающееся, трёхопорное с носовой стойкой. В зимнее время предусмотрена установка лыжного шасси.
- Силовая установка — два поршневых девяти-цилиндровых звездообразных двигателя воздушного охлаждения АИ-14РФ мощностью по 300 л. с. Винты трёхлопастные с изменяемым в полете шагом. Двигатели закапотированы, три выхлопных патрубка, расположенных сверху крыла, вписаны в контур хвостовой части капота. Запас топлива располагается в крыльевых топливных баках[5].
- Управление — смешанное. Проводка управления рулями и элеронами жесткая. Педалями осуществляется управление рулями направления и передним колесом. Управление закрылками и колесными тормозами гидравлическое[5] .
- Противообледенительная система — передние кромки крыла и оперения оборудованы тепловой воздушной противообледенительной системой. Задние кромки стабилизатора и килей имеют электрообогрев[5].

## Модификации
| Название модели                           | Краткие характеристики, отличия. |
| ----------------------------------------- | --- |
| Ан-14                                     | Прототип. Отличался двигателями АИ-14 мощностью 240 л. с., прямоугольным крылом. Изготовлено 2 самолёта. Первый полет 14 марта 1958 года. |
| Ан-14А                                    | Третий прототип. Отличался двигателями АИ-14РФ, V-образным стабилизатором с прямоугольными шайбами. Первый полёт весной 1960 года. |
| Ан-14А                                    | Серийный. Отличался крылом трапециевидной формы увеличенного размаха, удлинённой носовой частью фюзеляжа, трёхлопастными винтами. Первый полёт 3 мая 1965 года. Выпускался в 1965—1970 годах. |
| Ан-14Б                                    | Доработанный (проект). Отличался улучшенной аэродинамикой, V-образным хвостовым оперением, отсутствием подкоса крыла. Разработан в 1963 году. Пассажирский вариант Ан-14А для перевозки 9-11 человек с их багажом. В этом варианте отсутствовал подкос крыла, хвостовое оперение было V-образное, шасси убирающееся. Были улучшены аэродинамические формы фюзеляжа. |
| Ан-14Б                                    | С ТВД «Астазу» французской фирмы «Турбомека» (проект). |
| Ан-14В                                    | С двумя ТВД конструкции Изотова ГТД-350 мощностью по 350 л. с. с четырёхлопастными винтами диаметром 1,9 м. Все остальные параметры были как у Ан-14А. Разработан в 1962 году. Проект не был реализован |
| Ан-14Л (Ан-28 — первый с таким названием) | С ТВД «Астазу» французской фирмы «Турбомека» (проект). |
| Ан-14М                                    | Модернизированный, прототип Ан-28. Отличался двигателями ГТД-550АС (позже ТВД-850), удлинённым фюзеляжем, конструкцией крыла, дверью в левом борту, полуубирающимся шасси, формой килевых шайб. Изготовлен в одном экземпляре. Первый полёт 30 апреля 1968 года. |
| Ан-14Ш                                    | Летающая лаборатория для испытаний шасси на воздушной подушке. Переоборудован из серийного Ан-14А в 1980 году. Первый полёт в начале 1983 года. |
| Ан-30 (первый с таким названием)          | С двигателями ГТД-350 (проект). Отличался винтами, соединёнными трансмиссией. Количество мест для пассажиров увеличено до 15. |
| Ан-714                                    | С шасси на воздушной подушке (опытный). Разработан в Куйбышевском КБ шасси самолётов и вертолётов. Первый полёт 20 октября 1970 года. |
| «Чайка»                                   | Сельскохозяйственный (проект). Разработан в 1963 году. |

## Характеристики
- Экипаж: 1 человек

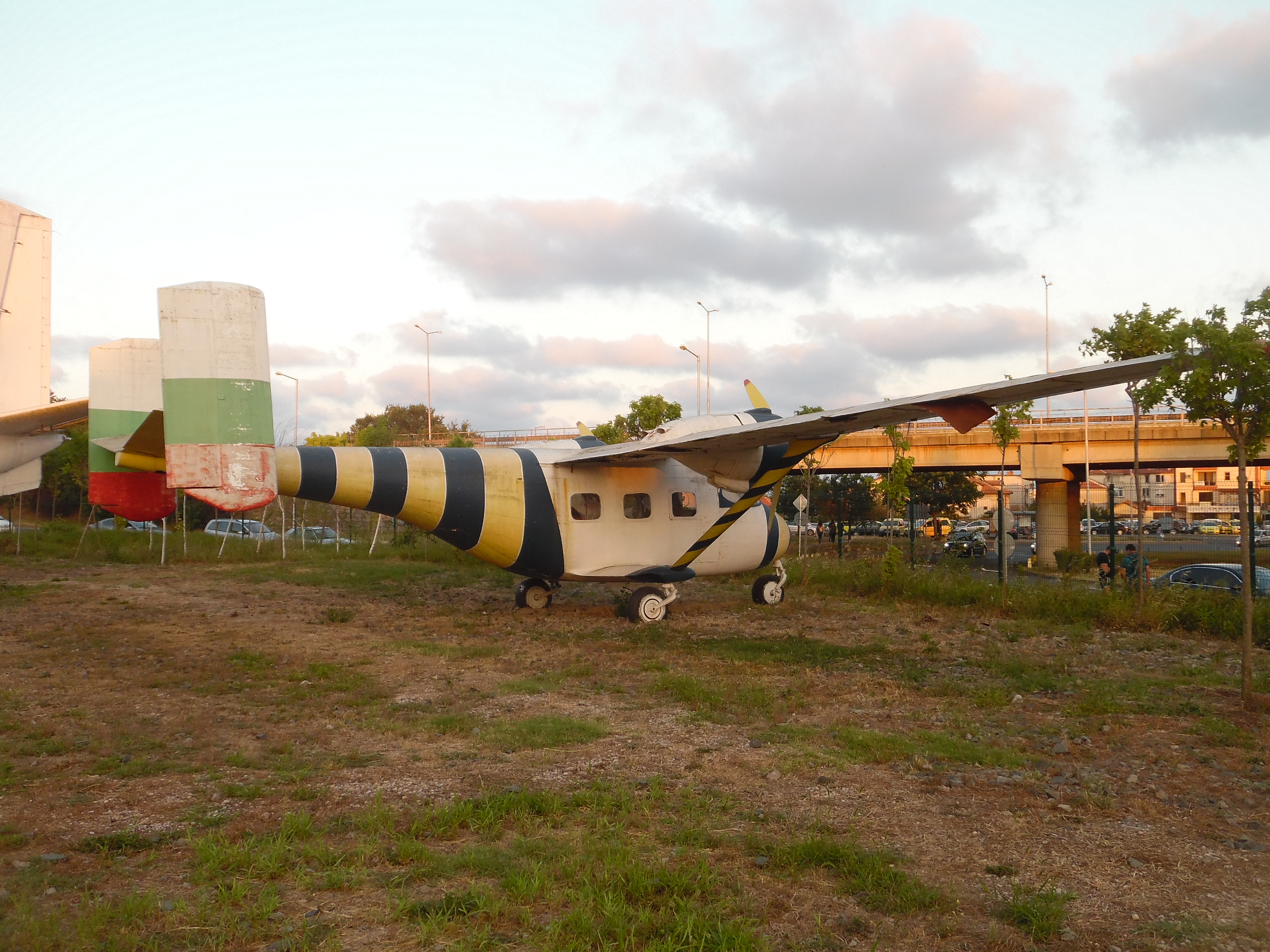
Ан-14 с болгарскими опознавательными знаками в авиационном музее Южной Болгарии в аэропорту Бургаса

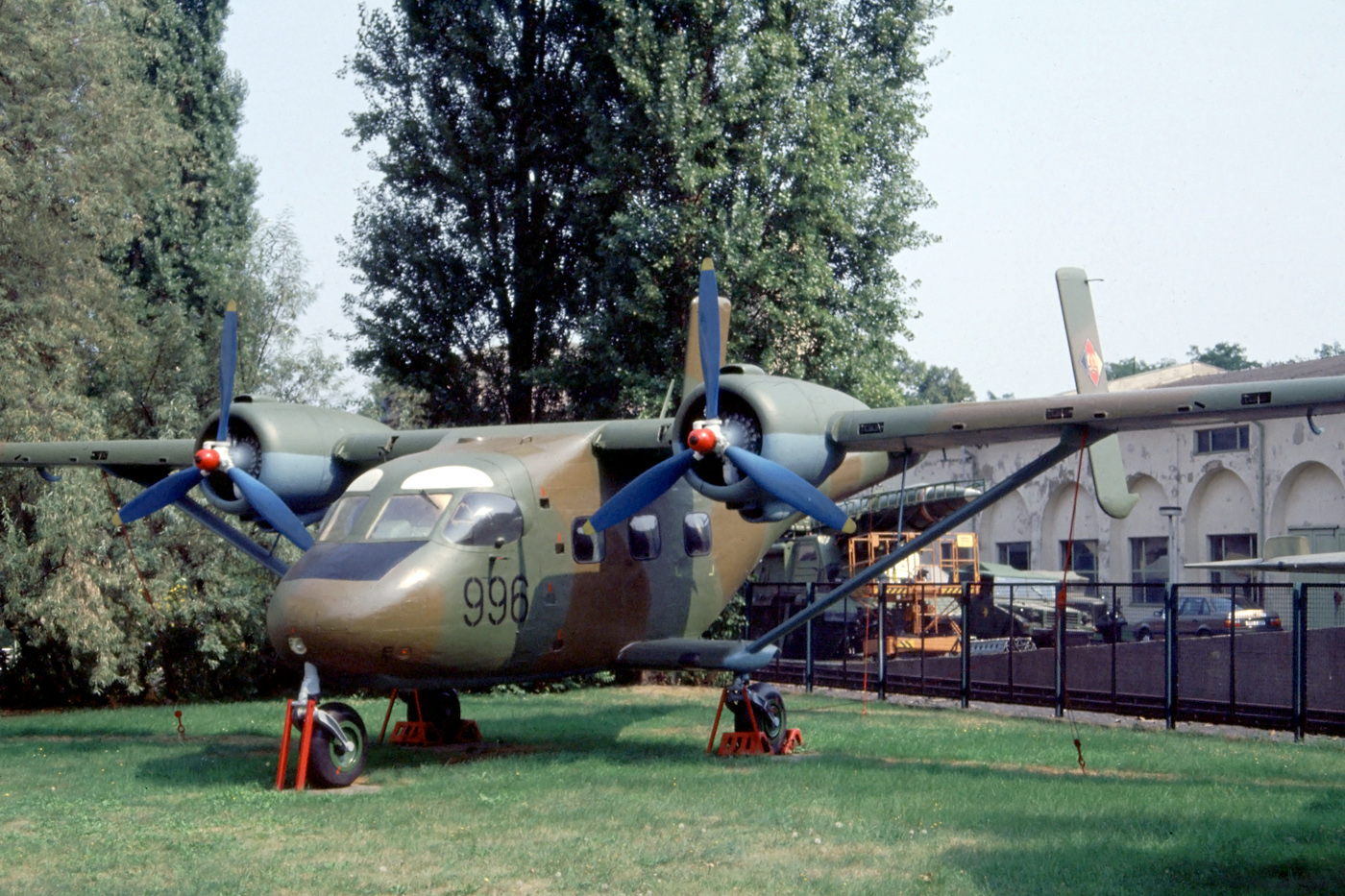
Ан-14, принадлежавший ВВС Национальной народной армии ГДР, Военно-исторический музей в Дрездене

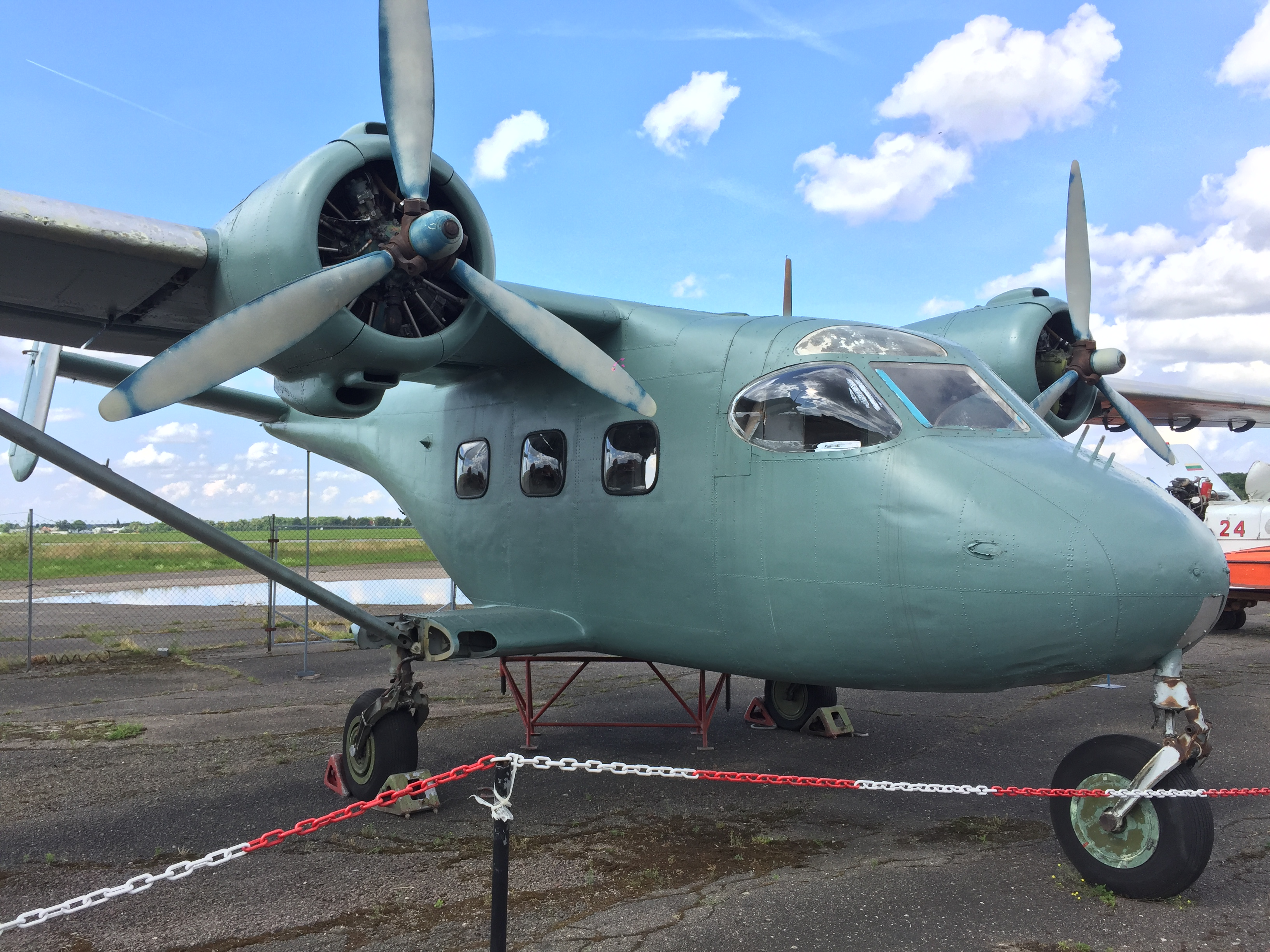
Ан-14, Музей Литовской авиации, Каунас

- Двигатели: Ивченко Аи-14РФ, 2 × 300 л. с.
- Длина: 11,36 м
- Высота: 4,36 м
- Размах крыла: 22 м
- Площадь крыла: 39,7 м²
- Пустой вес: 2600 кг
- Полный вес: 3450 кг
- Коммерческая нагрузка: 600 кг (720 кг при соответствующем увеличении длин разбега и пробега, уменьшении вертикальной скорости при отказе одного двигателя)
- Максимальный взлётный вес: 3 630 кг (Ан-14: 3 270 кг)
- Нагрузка на крыло: 87 кг/м²
- Крейсерская скорость: 170—180 км/ч
- Максимальная скорость: 200—210 км/ч (Ан-14А)
- Скорость отрыва и посадочная скорость: 75—80 км/ч
- Скорость сваливания: 70 км/ч (закрылки убраны), 60 км/ч (закрылки 15°), 56 км/ч (закрылки 40°)
- Разбег и пробег: при штилевой погоде — 90—110 м, при слабом встречном ветре (3—4 м/с) может быть уменьшена до 40—50 м
- Максимальная дальность: 680 км (при крейсерской скорости в 170—180 км/ч, нагрузке 7 пассажиров или 600 кг груза), при максимальной коммерческой нагрузке 720 кг дальность полёта составляет 280 км
- Дальность с грузом: 470 км
- Практический потолок: 5000 м
- Скороподъёмность: 5,3 м/с
- Время набора высоты 5000 м составляет 45—48 минут
- Вместимость: 7—9 пассажиров, либо 720 кг груза

## В культуре
- Военный вариант самолёта в фильме «Мой генерал» (1979)
- Фильм «Ответный ход» (1981)
- Фильм «Вижу цель» (1979)

## Подобные самолёты
- Hurel-Dubois HD.31